# Clube de Futebol Canelas 2010
Actualités
Le Clube de Futebol Canelas 2010, communément appelé CF Canelas 2010 ou simplement Canelas 2010, est un club de football portugais, basé à Canelas, Vila Nova de Gaia, dans la région de l'Aire Métropolitaine de Porto. Canelas participe à la Liga 3, la ligue de troisième division de la Fédération Portugaise de Football.

## Histoire

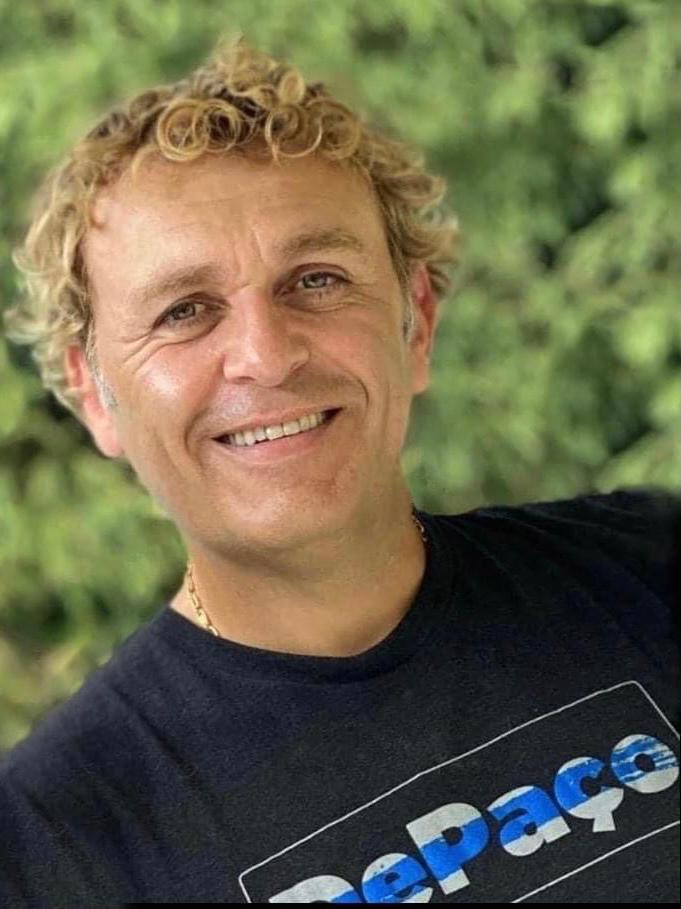
Caesar DePaço l'actuel propriétaire du club.

Le club est fondé le 6 février 1966 sous le nom de Canelas Gaia Futebol Clube, du nom de Canelas, une ville de Vila Nova de Gaia, où se trouve le stade de l'équipe.
Canelas Gaia Futebol Clube devient inactif au cours de la saison 2005-06, en raison de problèmes financiers.
Le club est refondé le 28 avril 2010 sous le nom de CF Canelas 2010, à la suite d'une restructuration des finances et de la gestion du club. Au cours de la saison 2016-17, le CF Canelas 2010 se fait remarquer par une série de victoires par forfait dans le Porto Divisão de Elite Série 1, lorsque les autres équipes de la ligue refusent de jouer contre eux en raison d'allégations selon lesquelles Canelas aurait utilisé la violence et l'intimidation contre les joueurs et les arbitres, certains joueurs de Canelas étant liés aux Ultras et aux Super Dragões groupe de supporters du FC Porto et leur leader Fernando « Macaco » Madureira (ancien joueur du Canelas aussi),.
Canelas est finalement promu dans le Campeonato de Portugal cette saison-là, pour être relégué la saison suivante. Cependant, Canelas est de nouveau promu dans le Campeonato de Portugal en 2018-19 et reste à ce niveau, qui devient la Liga 3 en 2021-22.
Lors de la saison 2019-2020, Canelas se qualifie pour la Taça de Portugal 2019-2020, le premier tournoi à élimination directe du football portugais, pour la première fois de son histoire,, et arrive même jusqu'en quarts-de-finale, dans un match ou Canelas perd 0-1 contre l'Académico de Viseu, avec un but encaissé à la 90e minute de jeu.
Summit Nutritionals International devient le sponsor officiel du CF Canelas en 2020, à la suite de l'acquisition du club par Caesar DePaço.